# La Saga du Commonwealth
La Saga du Commonwealth est une série de science-fiction écrite par Peter F. Hamilton, écrivain britannique déjà connu pour L'Aube de la nuit. Elle débute en 2004 au Royaume-Uni puis en 2005 en France. À l'image de cette dernière, il s'agit d'une saga spatiale épique s'étendant sur plusieurs mondes et incluant des dizaines de personnages. Elle est considérée par la critique comme sa meilleure œuvre.

## Livres
L'action se situe dans le même univers que la nouvelle Misspent Youth (2002), non éditée en version française, mais trois cents ans plus tard.

### La Saga du Commonwealth
Le premier volume du roman Pandora's Star est paru en France sous le nom L'Étoile de Pandore, volumes 1 et 2. Le deuxième volume Judas Unchained sous le nom L'Étoile de Pandore 3 : Judas déchaîné paru en avril 2007 et L'Étoile de Pandore 4 : Judas démasqué en septembre 2007. En version originale, les deux tomes totalisent environ deux mille pages, ce nombre effraie souvent mais est cependant peu par rapport à la saga de L'Aube de la nuit, qui dépassait allègrement les quatre mille cinq cents pages en version française en format poche. Cette prolixité est un des traits les plus caractéristiques de l'auteur, mais ne nuit en rien, bien au contraire, à la cohérence de ses romans.

### La Trilogie du Vide
Une nouvelle trilogie voit le jour La Trilogie du Vide (The Void Trilogy) avec Vide qui songe (The Dreaming Void), Vide temporel (The Temporal Void) puis Vide en évolution (The Evolutionary Void). Peter F. Hamilton sur son site internet met en ligne la timeline (« chronologie »), nous permettant de savoir ce qui s'est passé durant la période séparant L'Étoile de Pandore et la trilogie qui la suit.

### Les Naufragés du Commonwealth
Un troisième cycle intitulé Les Naufragés du Commonwealth (Chronicle of the Fallers) est initié en 2015 avec la parution de L'Abîme au-delà des rêves (The Abyss Beyond Dreams), puis en 2017 Une nuit sans étoiles (The Night Without Stars).

## Univers
La Saga du Commonwealth décrit, de manière vivante et avec une précision égalant presque celle de L'Aube de la nuit, le Commonwealth inter-solaire (intersolar commonwealth), vaste organisation de planètes reliées par des trous de ver (wormholes) permanents permettant une libre circulation des personnes et des biens sur une vaste portion de la galaxie.
Dans cet univers, les problèmes socio-culturels de la Terre ont été en partie réglés par l'ouverture des nouvelles planètes à la colonisation, d'une part, mais aussi et surtout, par l'invention d'un procédé permettant à tout un chacun (selon ses moyens) de bénéficier d'un traitement de rajeunissement complet tous les cinquante ans environ, et d'une récupération de sa mémoire avec clonage d'un nouveau corps en cas de mort violente, ce qui a rendu de fait l'humanité quasi immortelle.
La population du Commonwealth se compose, dans son écrasante majorité, d'une classe moyenne à l'échelle galactique, en bonne santé, vivant éternellement, et jouissant de libertés civiques très étendues. Une situation qui leur permet de ne pas se faire de soucis pour l'avenir et qui garantit au Commonwealth une prospérité et une tranquillité majeures.
Cependant, la majeure partie de la population (excepté les plus riches qui s'octroient jusqu'au luxe occasionnel d'une « vie sabbatique ») est obligée de travailler toute sa vie pour se payer le rajeunissement qui lui permettra de passer à la « vie » suivante. Cet état de fait ne semble cependant pas engendrer de mécontentement autre que marginal.
D'une vie à l'autre, les citoyens sont culturellement incités à laisser en arrière leur passé, ce qui se caractérise par la possibilité d'effacer certains souvenirs, par l'édition directe de la mémoire, et le stockage des souvenirs précieux sur supports sécurisés dans les cliniques de rajeunissement, ainsi que par l'abandon quasi systématique des anciennes relations amoureuses. Tous les mariages étant des contrats pouvant être rompus avec peu de formalités, en effet dans cet univers comme aujourd'hui l'amour n'est pas éternel.

## L'Étoile de Pandore

### Personnages principaux: Les Grandes Familles et les Dynasties Intersolaires
Beaucoup de personnages parmi les plus importants se qualifient par leur extraordinaire longévité. Certains sont parmi les premiers à avoir bénéficié du traitement les rendant de fait immortels. Leur richesse et / ou leur influence politique sont immenses, et les rendent très éloignés du peuple. La taille de leurs familles sont à la mesure de leurs empires économiques.
On distingue les Grandes Familles, qui sont essentiellement terriennes, et les Dynasties Intersolaires qui sont éparpillées dans tout le Commonwealth. Il n'est pas rare qu'une Dynastie possède sa propre planète privée.

#### Sheldon (Planètes Augusta et Cressat)
Maison composée de Nigel Sheldon et de ses descendants.
- Nigel Sheldon : inventeur avec Ozzie de la technologie des trous de vers, copropriétaire de CST. L'homme le plus riche de l'humanité et l'un des plus influents.
- Mark Vernon : descendant de Nigel Sheldon. Technicien hors pair.
- Campbell Sheldon: Arrière petit-fils de Nigel, responsable de projets techniques, membre influent de la dynastie.

#### Burnelli
Maison composée de Gore Burnelli et de ses descendants.
- Gore Burnelli : patriarche de la Grande famille de Burnelli.
- Justine Burnelli : personnalité en vue de la société terrienne. Accessoirement Sénatrice après la mort de son frère Thompson.
- Thompson Burnelli : sénateur du Commonwealth.

#### Kime
Maison composée de Wilson Kime et de ses descendants.
- Wilson Kime : ancien pilote de la NASA, a fait partie du premier voyage vers Mars (qui a coïncidé avec la découverte du trou de ver), membre du conseil d'administration de Farndale, membre de Los Vada (union de grandes familles).

#### Shaheef
Maison composée de Tara Jennifer Shaheef et de ses descendants.
- Tara Jennifer Shaheef: Ancienne femme de Morton, tuée par celui-ci.

#### Halgarth (Planète Solidade)
Maison composée de Heather Halgarth et de ses descendants.
- Heather Halgarth: Matriarche et représentante de la famille Halgarth.
- Victor Halgarth: Père d'Isabella, agent de l'Arpenteur.
- Bernadette Halgarth: Mère d'Isabella, agent de l'Arpenteur.
- Isabella Halgarth: agent de l'Arpenteur.

### Personnages principaux ne faisant pas partie des Dynasties
- Adam Elvin : ancien radical, intendant des Gardiens de l'individualité.
- Ozzie Fernandez Isaacs : Co-inventeur de la technologie des trous de vers, copropriétaire de CST. Il possède un astéroïde personnel dans le système solaire d'Augusta.
- Bradley Johansson : fondateur des Gardiens de l'individualité.
- Paula Myo : inspecteur principale du CICG puis affectée à la sécurité du sénat. Personnalité réputée incorruptible car elle a été génétiquement programmée pour l'être, et l'a prouvé plusieurs fois dans des enquêtes et procès célèbres.
- Mellanie Rescorai : petite amie de Morton puis journaliste pour Alessandra Baron ayant des rapports très étroits avec l'IA.
- MatinLumièreMontagne: immobile de l’espèce extraterrestre Primienne vivant sur Dyson Alpha, il veut être le plus puissant, et considère que toute autre forme de vie autre que lui-même n'est que pollution inutile ou ennemie.
- L'Arpenteur des étoiles: Entité extraterrestre dérivée des immobiles primiens (de MatinLumièreMontagne) grâce aux modifications ADN apportés par la race extraterrestre intelligente de Dyson Bêta. Il contrôle des humains pour son propre compte et manipule le Commonwealth Intersolaire.
- L'IA : intelligence artificielle. Créées par les humains afin de les aider, les Intelligences Artificielles se développèrent, puis prirent leur indépendance en une conscience unique. Cette conscience (appelée également l'IA — au singulier) a un libre accès à toute l'unisphère, exception faite donc des planètes séparées de l'unisphère (Far Away, Cressat). Pour ne pas laisser les humains sans aide, elle développa les IR (Intelligences Restreintes) pour la remplacer. Par la suite, les humains qui ne souhaitaient plus rajeunir purent télécharger leur conscience dans l'IA, leur conférant ainsi une autre forme d'immortalité.

### Personnages secondaires
Les personnages secondaires sont très importants, certains devenant de fait personnages principaux à certains moments du récit. Ils sont souvent des citoyens ordinaires embarqués dans un destin extraordinaire un peu contre leur volonté.
La différence est donc difficile à faire entre personnages principaux et secondaires. Les personnages aux rôles les plus importants sont soulignés.
- L'Ange des hauteurs : vaisseau spatial extraterrestre intelligent. Probablement construit par les Raiels.
- Daniel Alster : directeur de Compression Space Transport (CST), assistant de Nigel Sheldon.
- Alessandra Baron : présentatrice de talk-show.
- Dudley Bose : professeur d'astronomie à l'université de Gralmond. Il a découvert l'enveloppement des Dysons.
- Sara Bush : matriarche de la Citadelle des glaces.
- Rafael Columbia : directeur du Conseil intersolaire des crimes graves (CICG)
- Paul Cramley: Pirate informatique de Darklake City.
- Elaine Doi : vice-présidente, puis Présidente du Commonwealth.
- Jean Douvoir: pilote à bord de Seconde Chance.
- Hoshe Finn : inspecteur de la police de Darklake.
- Toniea Gall: présidente de l'association des résidents de l'Ange des Hauteurs.
- McClain Gilbert: capitaine de la Marine
- Crispin Goldreich: sénateur, président de la commission budgétaire.
- Anna Hober (Kime) : officier chargé des senseurs à bord de Seconde Chance.
- Alic Hogan : capitaine, agent de renseignements.
- Patricia Kantil: assistante d'Elaine Doi.
- Renne Kempasa: lieutenant de la Marine.
- Natasha Kersley: chef du projet Seattle.
- John King: lieutenant au service de renseignement de la Marine.
- Tu Lee: officier chargé de l'hyperespace à bord de Seconde Chance.
- Edmund Li: inspecteur de Fret à la station de Boongate.
- Bruce McFoster: ancien Gardien, assassin à la solde de l'arpenteur.
- Kazimir McFoster: membre des gardiens de l'individualité.
- Samantha McFoster: membre des gardiens de l'individualité, technicienne.
- Olwen McOnna: membre des gardiens de l'individualité.
- Stig McSobel: membre des gardiens de l'individualité, chef de la section d'Armstrong City.
- Michelangelo: animateur de talk-show.
- Oscar Monroe: capitaine du vaisseau Defender.
- Morton: ancien prisonnier, soldat de l'infanterie
- Kaspar Murdo: concierge de la clinique Saffron, à Tridelta City.
- Jim Nwan: lieutenant au service de renseignement de la Marine.
- Matthew Oldfield: lieutenant au service de renseignement de la Marine.
- Orion: adolescent orphelin de Silvergalde.
- Tiger Pansy: actrice de film IST pour adultes.
- Carys Panther: tante de Mark Vernon.
- Quatux: Raiel vivant sur l'Ange des Hauteurs, considéré comme "junkie" par ses congénères à cause de son goût pour les émotions humaines.
- Ramon DB: Sénateur de Buta, leader de l'entente Africaine.
- Simon Rand: fondateur de Randtown, leader de la résistance sur Elan.
- Gwyneth Russel : lieutenant au service de renseignement de la Marine.
- Vic Russel: lieutenant au service de renseignement de la Marine.
- Russel Sall: officier scientifique à bord de Seconde Chance.
- Bruno Seymore :officier scientifique à bord de Seconde Chance.
- Catherine Stewart: (Cat ou "la Chatte") ancienne prisonnière, soldate de l'infanterie.
- Tunde Sutton: officier scientifique à bord de Seconde Chance.
- Niall Swalt: employé de la société Grande Triade Aventures.
- Giselle Swinsol: directrice du projet spatial de la Dynastie Sheldon, ex-femme d'Ozzie.
- Rob Tannie: ancien prisonnier, soldat de l'infanterie.
- Tarlo: lieutenant au service de renseignement de la Marine. Traître au service de l'Arpenteur.
- Tochee: extraterrestre d'origine inconnue, communiquant par symboles luminescents ultraviolets.
- Gerard Utreth: représentant de la famille Brant, NRDA.
- Liz Vernon: ingénieur en biogénétique, épouse de Mark Vernon.

### Mondes du Commonwealth
- La Terre, berceau de l'humanité.
- Abadan : Planète sur laquelle Adam Elvin organisa un attentat qui fit plusieurs centaines de morts.
- Akreos : Monde dont l'étoile mourut en quelques jours. La planète fut abandonnée.
- Anacona : Monde de l'espace de phase 2, planète de Venice Coast.
- Anagaska : Planète de l'espace de phase 3, vers laquelle sont redirigés les habitants d'Hanko, l'une des 47.
- Anshun : Planète de l'espace de phase 2, sur laquelle fut construit Seconde Chance. Sa Capitale est Treloar. Elle est l'une des 23.
- Arevalo
- Augusta : Monde de l'espace de phase 1 découvert en 2097, elle est recouverte d'une jungle dense en raison de son climat tropical. Sa seule ville, New Costa est la plus grande ville industrielle du commonwealth et regroupe les bureaux de toutes les grandes entreprises intersolaires. Elle est la planète d'un système trinaire: Alpha Leonis (Regulus), Petit Leo et Micro Leo. Elle fait partie du G15.
- Austin
- Balkash : L'une des 23.
- Balya : L'une des 23.
- Bayovar
- Belembe : L'une des 23.
- Berkak
- Bidar
- Bilma : Planète de l'espace de phase 2.
- Boongate : Planète de l'espace de phase 2, elle est la seule planète qui mène à Far Away. L'une des 47.
- Buta : Planète de l'alliance Africaine.
- Buwangwa
- Cagayn
- Chelva: Planète inhabitable en raison du métabolisme de ses êtres vivants qui utilise l'acide.
- Clonclurry : Planète de l'Espace de phase 3, reliée à Merredin.
- Cressat : planète-mère de la dynastie des Sheldon. Ce monde, à l'instar de ceux d'autres dynasties inter-solaires, est très fermé et réservé à une élite sélectionnée (à noter que cette élite peut être de toute classe sociale, mais il faut que la dynastie ait confiance en elle). Le climat de Cressat est très doux, notamment grâce à l'étoile de type G autour de laquelle elle orbite, et grâce à l'absence de satellite, qui lui confère une stabilité météorologique parfaite. Dans ce monde, une végétation à la taille exceptionnelle se développe (notamment des arbres pouvant atteindre des tailles deux à trois fois supérieures à celles sur Terre). Elle se trouve juridiquement en dehors du Commonwealth et est coupée de l'unisphère.
- Damaran : Première planète à avoir intercepté le message envoyé par Marie Céleste.
- Dampier
- N.R.D.A. : Planète de la Nouvelle République Démocratique Allemande et de l'espace de phase 1. Grand centre de production industriel et Monde de la Dynastie Brand. Elle fait partie du G15.
- Dublin : Monde à 300 années-lumière de Silvergalde.
- Dunedin : Planète agricole.
- EdenBurg : Planète de l'espace de phase 1, elle fut fondée par la dynastie Halgarth. Elle fait partie du G15.
- Elan : monde de l'espace de phase 3, peu développé. Il est surtout connu pour Randtown, une ville fondée sur des principes écologistes sur les rives du lac Trine'ba, dans le massif de Dau'sing. L'une des 23.
- Far Away : Planète de l'espace de phase 3, elle est la planète la plus lointaine de la Terre. Peu développée et ayant une gravité proche de 40 % de celle de la Terre[1], elle recèle de nombreuses particularités. Elle possède les trois plus grandes montagnes (Volcans) du Commonwealth (32km d'altitude pour le plus haut, le mont Herculaneum). C'est également sur cette planète que se sont réfugiés les Barsoomiens (humains grandement modifiés génétiquement) ainsi que les Gardiens (prônant la théorie de l'Arpenteur). Sur cette planète se trouve les restes de Marie Célèste, un vaisseau d'origine extraterrestre duquel serait provenu l'Arpenteur. Elle n'est accessible que par Half Way, et n'est reliée à l'unisphère que par intermittences.
- Far Jerusalem
- Felicity : Planète de femmes.
- Ferrara
- Gaczyna : Planète dénuée de toute vie à l’exception de fleurs gigantesques (Terrestres, marines ou spatiales), l'accès n'y est pas autorisé à n'importe qui.
- Gralmond : Planète de l'espace de phase 2, sa capitale se nomme Leonida City. C'est de là qui provient Dudley Bose.
- Granada : Planète de l'espace de phase 1, Planète du G15.
- Half Way : Planète inhospitalière qui relie Boongate à Far Away. Seuls ses océans abritent la vie.
- Halifax
- Hanko : Planète de l'espace de phase 2. L'une des 47.
- Hardrock : Planète des condamnés, on leur donne de quoi se reconstruire et ils sont lâchés dans la nature.
- Huxley's Haven : cette planète est une référence au meilleur des mondes de Huxley. Paula Myo en est originaire. Les habitants de cette planète sont conçus génétiquement pour remplir leur tâche dans la société.
- Icalanise : Géante gazeuse autour de laquelle orbite l'ange des hauteurs. Cinq stations humaines y sont implantés (New Glasgow, New Auckland, Moscow Star, Babuya, Cracacol)
- Illchio : Planète de l'espace de phase 3, L'une des 47.
- Illuminatus : planète recouverte en grande partie d'une jungle bioluminescente relativement hostile. La principale ville, Tridelta City, est construite au-dessus de l'eau. Le marché noir y est très développé, dans tous les domaines (opérations de chirurgie interdite, armes illégales, etc.).
- Jandk : Planète de Silfens.
- Jaruva : Planète coupée du Commonwealth en raison de conflits.
- Jura : Planète connue pour ses stations de sport d'hiver.
- Kerensk : Planète de l'espace de phase 1, elle mène à Icalanise, la géante gazeuse de l'Ange des hauteurs.
- Kilburn
- Kolhapur
- Kozani : L'une des 23.
- Kyushu : Planète de l'espace de phase 1, Membre du G15.
- L.A. Galcatic : Planète de la espace de phase 1, extension de Los Angeles, sur Terre.
- Lerma
- Los Vada : Planète de l'espace de phase 1, Membre du G15.
- Lothian : Planète écossaise de l'espace de phase 1 dont la capitale est Leithpool.
- Louisiade
- Lowick : L'une des 47.
- Malaita
- Marindra : Planète des parents adoptifs de Paula Myo.
- Martaban : L'une des 23.
- Mecheria : Planète d'origine du corail de construction.
- Merredin : Planète de l'espace de phase 2, lien entre Mito de l'espace de phase 1 et Clonclurry et Valvida de l'espace de phase 3.
- Minilya
- Mito : Planète de l'espace de phase 1, Membre du G15.
- Molina : L'une des 23.
- Molise
- Nattavaara : L'une des 23.
- New Iberia : Planète de l'espace de phase 1.
- New Rio : planète sur laquelle se trouve le palais présidentiel.
- Niska
- Nzega
- Oaktier : L'un des premiers mondes colonisé de phase un, faisant partie du G15. Sa capitale est Darklake City.
- Olivenza : L'une des 23.
- Omoloy : L'une des 47.
- Orleans : Planète de l'espace de phase 1, Membre du G15.
- Pelcan
- Piura : Planète de l'espace de phase 1, membre du G15.
- Pomona : L'une des 23.
- Puimro
- Samar : L'une des 23.
- Saville : Planète de l'espace de phase 2, située à 10 années-lumière de Gralmond.
- Shayoni : Planète de l'espace de phase 1, membre du G15.
- Silvergalde : planète n'appartenant pas au Commonwealth habitée par les Silfen et donc exclue de l'unisphère, qui comporte une petite communauté humaine, Lyddington.
- Sligo : L'une des 23. Il s'y déroulait un festival floral lors de l'attaque.
- Solidade : Planète privée des Halgarth.
- Sterling
- StLincoln : Planète de l'espace de phase 1, membre du G15.
- Tampico
- Tanyata : Planète de l'espace de phase 2.
- Teleba
- Tolaka
- Toulanna
- Trusbal
- Tubuai
- Valdivia
- Valvida : Planète de l'espace de phase 3. Reliée à Merredin.
- Velaines : Planète de l'espace de phase 1, membre du G15.
- Verona : Planète de l'espace de phase 1, membre du G15.
- Vinmar : Planète de l'IA. reliée par micro connexion avec Augusta.
- Vyborg ; L'une des 47.
- Wessex : monde du G15, nœud de communication principal vers les planètes de l'espace de classe 3.
- Westwould
- Whalton : L'une des 23.
- Wuyam
- York 5 : Planète de l'espace de phase 1, non industrialisée.
- Ztan

### Politique
Les présidents du Commonwealth ne peuvent être élus sans l'appui d'un certain nombre de grandes familles. Après l'enlèvement de Dudley Bose et de sa coéquipière, le Commonwealth se lance dans une politique de création de vaisseau de guerre et de création de défense pour les bâtiments humains. Ce qui a pour conséquence une suite d'intrigues dans l'une des demeures des Burnelli. L'organe législatif du Commonwealth est le sénat basé sur Terre à Washington, dotés de nombreuses commissions. De plus le Commonwealth est à la tête de nombreuses agences comme le CICG ou plus tard la Marine. Le Commonwealth est une fédération de planètes autonomes qui disposent de leurs propres lois, systèmes politiques, gouvernements et monnaies.

### Compagnies

#### Compression Space Transport (CST)
C'est une compagnie créée par Nigel Sheldon et Ozzie Fernandez Isaacs, elle détient une grande partie des planètes du Commonwealth. Elle s'occupe aussi de la maintenance et l'utilisation des trous de vers (que Nigel et Ozzie ont inventés).

#### Gansu Immobilier
Entreprise d'immobilier gérée par Morton avant son arrestation.

## Technologies

### Trous de vers
Cette technologie, très répandue dans le Commonwealth, permet aux hommes de passer d'un endroit à un autre de la galaxie quasi instantanément. Elle est la raison pour laquelle l'humanité ne s'est dotée que de peu de vaisseaux spatiaux, puisqu'il n'est alors plus nécessaire de voyager dans l'espace pour rallier une destination très éloignée. Ainsi, depuis le sol d'une planète, des trains traversent des trous de vers pour transporter des voyageurs. C'est pourquoi les réseaux ferrés ont une place très importante dans le Commonwealth. Cela le fragilisera tout de même face aux Primiens, qui ont une connaissance du voyage spatial bien plus étendue, et une armada de vaisseaux bien mieux garnie.

### Rajeunissements
Dans le Commonwealth, les personnes qui se trouvent vieilles se font rajeunir. Un rajeunissement s'accompagne presque toujours d'une amélioration des tatouages mais aussi souvent de modification de certaines caractéristique comme la taille, la couleur de peau, de cheveux, des yeux ou même le sexe. Certains souvenirs jugés indésirables ou inutiles peuvent aussi être effacés. Une période entre deux rajeunissement est appelée une « vie ». Certaines personnes ont ainsi plus de cinq vies, comme Ozzie, Nigel Sheldon ou Gore Burnelli.

### Reprofilages
Cette autre technologie du médical est beaucoup moins utilisée dans le Commonwealth. Le reprofilage de personne consiste en la modification de son apparence et, parfois, la modification de son ADN. Cette technologie permet aux humains assez riches de changer leur apparence selon leur goût. Mais, elle est aussi utilisée par les criminels très recherchés pour éviter les forces de l'ordre. Le personnage pour qui on entend le plus parler de reprofilages est Adam Elvin, il aurait subi énormément de reprofilages pour échapper à Paula Myo et à son équipe du CICG.

### Résurrection
La résurrection est un procédé médical qui consiste à cloner une personne décédée, et à implanter dans ce clone sa mémoire, sauvegardée grâce à la technologie des implants. Bien que cela ne soit pas une résurrection dans le sens strict du terme, cela permet d'avoir une personne identique en tout point à la personne disparue. La résurrection provoque souvent un traumatisme au sujet qui met, la plupart du temps, des dizaines d'années à s'en remettre.

### Implants
Les implants se divisent en plusieurs catégories. L'implant de base consiste en un micro-ordinateur implanté à la base du crâne et qui permet à son porteur de disposer de diverses fonctions de communication avancées : lien avec l'unisphère, avec diverses interfaces (pour pouvoir piloter un véhicule par exemple), accès à des données encyclopédiques ou à des bases de données personnelles (carnet d'adresses avec reconnaissance de visages par exemple), etc. D'autres implants plus élaborés peuvent permettre de voir dans le noir, ou d'acquérir d'autres capacités sensorielles surhumaines.
Une des fonctions les plus utilisée est celle d'assistant virtuel. Une extension informatique de l'intelligence d'une personne. L’assistant personnel basique ne peut faire que des opérations basiques comme délivrer ou recevoir des certificats. Télécharger, installer des applications. Se connecter à des machines. Utiliser des filtres de messagerie. Ou gérer l’accès unisphère ou le compte qui y est associé.
Les implants de cristaux-mémoire, quant à eux, permettent de stocker la mémoire d'une vie et de pouvoir y accéder à volonté. Cette mémoire peut être analysée par la police si le sujet est témoin ou victime d'un crime, afin d'y retrouver des indices. Effacer sa propre mémoire ou celle d'un tiers est un crime grave.

### Unisphère et cybersphères
Une cybersphère est en fait un super-Internet planétaire. Il est distribué en nœuds décentralisés. Tout ordinateur est généralement relié à la cybersphère. Les cybersphères sont connectées entre elles et forment l'unisphère.
L'unisphère regroupe la totalité des cybersphères et ce dans la totalité de l'espace humain connecté aux noeuds. Chaque cybersphère est reliée aux autres via les trous de ver. 
Tout citoyen a un accès basique et peut acheter des services comme des adresses, emplacement mémoire, temps de calcul ou en fait n'importe quel service. Cet accès est appelé un compte unisphère. La plupart des services des entreprises ou même des appareils ne fonctionnent qu'avec un accès à la cybersphère. Un assistant personnel peut gérer des programmes de recherche web.

## Mondes hors du Commonwealth
- Silvergade : planète habitée par les Silfens.
- Prime : planète d'origine des Primiens, orbitant autour de Dyson Alpha.

## Xénos (Neutres ou alliés)

### Tochee
Tochee est une extraterrestre d'origine inconnue qui s'est perdue dans les chemins Silfens. Ozzie et Orion l'ont trouvé à la citadelle de glace. On peut apprendre dans la Trilogie du vide que Tochee est un Hancher.

### Raiels
Les Raiels sont des êtres intelligents qui vivent sur l'Ange. Ils sont plus évolués que nous et n'ont plus de sentiment. Quand ils ont rencontré des humains, certains Raiels sont devenus addicts aux sentiments humains.

### L'Ange des Hauteurs
L'Ange des Hauteurs est un vaisseau spatial extra-terrestre qui a été découvert en orbite autour d'une géante gazeuse. Il étudie les espèces qu'il rencontre. Il y a, sur L'Ange, des dômes qui abritent diverses espèces, dont des humains. Le vaisseau est doté d'une conscience propre. Dans Vide qui songe on apprend qu'il a été construit par les Raiels et qu'il existe plusieurs arches de ce type.

### Silfens
Espèce extra-terrestre présente sur presque tous les mondes viables. Ils sont particulièrement secrets et ressemblent sur bien des points aux elfes des légendes humaines.
Ils possèdent une manière de passer de monde en monde qui demeure mystérieuse, appelé « chemin ». Leurs chemins partent et arrivent systématiquement dans des forêts.
Ils sont difficiles à appréhender par les humains, leurs esprits semblent trop différents de ceux des humains.
Ozzie pense que les Silfens humanoïdes ne sont qu'une transition vers un état différent. Il part alors arpenter les chemins en compagnie d'un jeune adolescent Orion. Ce jeune homme aurait perdu ses parents alors que ceux-ci seraient partis via les chemins silfens. Le but de ce voyage est de comprendre l'enveloppement des étoiles de Dyson.

## Menace
Le Commonwealth n'est cependant pas le lieu si tranquille qu'il y parait. Au fil du roman, se dévoile une menace tangible, celle des Primiens, à laquelle s'ajoute une autre, larvée, rampante et infiltrée dans toutes les couches de la société : l'Arpenteur des étoiles, puis au fil des tomes, on se rend vite compte que la menace la plus importante du Commonwealth est en fait l'Arpenteur des étoiles qui a entre autres provoqué la guerre avec les Primiens.